# Peugeot 303
La Peugeot 303 est un projet d'automobile du constructeur français Peugeot, dans les années 1960.

## Historique
Le projet n’a pas été entièrement accompli, seuls trois prototypes sont construits avec un changement d'orientation : son importante évolution technique provoque un saut de génération. Elle devient la remplaçante de la 403, soit la Peugeot 404 lancée dans les années 1960.